# Acta Histochemica et Cytochemica
Acta Histochemica et Cytochemica is een Japans, aan collegiale toetsing onderworpen open access wetenschappelijk tijdschrift op het gebied van de celbiologie. De naam wordt in literatuurverwijzingen meestal afgekort tot Acta Histochem. Cytoc. Het is opgericht in 2000 en verschijnt tweemaandelijks.